# Каргала (Оренбургская область)
Каргала — посёлок в Оренбургском городском округе Оренбургской области.   

## Этимология
Поселение получило своё название по одноимённой реке Каргала (также Каргалка), гидроним же имеет тюркское происхождение и связывают с башкирским карга — «ворона», с аффиксом обладания -лы. Тюркские распространённые родоплеменные группы также называются карга, каргала. Согласно третьей версии (топонимист Б. А. Моисеев), первоначально название реки могли произносить как Карагола, что значит «Чёрная река».

## История
С 1972 по 2005 годы Каргала имела статус посёлка городского типа.

## Население
| 1989 | 2002  | 2003  | 2004  | 2010  |
| ---- | ----- | ----- | ----- | ----- |
| 3704 | ↘1984 | ↗2000 | →2000 | ↘1946 |

## Транспорт
В посёлке находится одноимённая железнодорожная станция (на линии Красногвардеец II — Оренбург).